# Карасик, Ирина Нисоновна
Ири́на Нисо́новна Кара́сик (род. 5 декабря 1951) — советский и российский искусствовед, историк искусства.

## Биография
Окончила исторический факультет Ленинградского государственного университета имени А. А. Жданова по кафедре истории искусства (1974). В 2003 году в совете Государственного института искусствознания защитила диссертацию на соискание учёной степени доктора искусствоведения на тему «К истории петроградского авангарда 1920—1930-е годы: События, люди, процессы, институты».
Ведущий научный сотрудник Отдела новейших течений Государственного Русского музея. Автор книги «Приключения чёрного квадрата» (2007, совместно с Татьяной Горячевой), посвящённой знаменитой работе Казимира Малевича, и альбома «Пространство Стерлигова» (2001, совместно с М. Германом и Л. Гуревич) о художнике Владимире Стерлигове. Составитель (совместно с Е. Н. Петровой) сборника «Из истории музея», подготовленного и выпущенного музеем в 1995 году.
Член СПб Союза художников, АИС, Международной ассоциации художественных критиков (AICA) и Санкт-Петербургского отделения АИС.

## Награды и премии
- Знак «За достижения в культуре» Министерства культуры Российской Федерации (2003)[1]